# Карпенко, Игорь Олегович
Игорь Олегович Карпенко (укр. Ігор Олегович Карпенко; род. 24 сентября 1997, Львов) — украинский футболист, нападающий

## Карьера
Воспитанник львовской СДЮШОР-4. С 2014 года выступал за резервный состав «Карпат» в юниорском и молодёжном первенствах, всего сыграл 92 матча и забил 28 голов, в том числе в сезоне 2014/15 забил 16 голов и стал лучшим бомбардиром чемпионата Украины среди 19-летних. Взрослую карьеру начал летом 2018 года в луцкой «Волыни» в первой лиге, где провёл с перерывом полтора сезона на правах аренды. Летом 2019 года сыграл 3 игры за «Карпаты» Львов в УПЛ.
В начале 2021 года перешёл в украинский клуб «Подолье» Хмельницкий, стал серебряным призёром второй лиги сезона 2020/21.
В начале 2022 года подписал контракт с казахстанским клубом «Акжайык». В феврале 2023 года пополнил состав эстонской команды «Нарва-Транс». В начале июля контракт с ним был расторгнут по обоюдному согласию.

## Достижения
«Подолье» Хмельницкий
- Серебряный призёр второй лиги Украины: 2020/21

«Нарва-Транс»
- Обладатель Кубка Эстонии: 2022/23.

## Клубная статистика
| Игровая карьера | Игровая карьера | Игровая карьера | Лига | Лига | Кубок | Кубок | Межд. | Межд. | Др. | Др. |
| --------------- | --------------- | --------------- | ---- | ---- | ----- | ----- | ----- | ----- | --- | --- |
| 2019/20         | Карпаты         | А               | 3    | 0    | —     | —     | —     | —     | —   | —   |
| 2019/20         | Волынь          | Б               | 14   | 1    | 2     | 0     | —     | —     | —   | —   |
| 2020/21         | Подолье         | В               | 14   | 8    | —     | —     | —     | —     | —   | —   |
| 2021/22         | Подолье         | Б               | 19   | 3    | 1     | 0     | —     | —     | —   | —   |
| 2022            | Акжайык         | А               | 1    | 0    | —     | —     | —     | —     | —   | —   |